# 皇后宮職
皇后宮職（こうごうぐうしょく、こうごうぐうしき）は、かつて宮内省に設置されていた皇后の家政機関。
日本の宮内庁においては宮内庁侍従職が天皇と皇后に関する事務を合わせて担当するため、現在は設置されていない。

## 職員
- 皇后宮大夫（こうごうぐうだいぶ）

皇后宮職の長。
- 皇后宮女官長（こうごうぐうにょかんちょう）

皇后の側近奉仕のことを総括し、女官を監督する。
竹屋志計子
- 皇后宮女官（こうごうぐうにょかん）

皇后の側近奉仕のことを分掌し、女官長を補佐する。
四辻清子、樹下範子、葉室光子、橋本夏子、植松務子、唐橋貞子、壬生広子、鳥居大路應子、三上文子、高倉忠子、藤岡ヤス、西野亀子、清水谷秋子、千種任子、慈光寺演子、西西子、堀川武子、山岡淑子、伊地知みき子、津軽理喜子、油小路蒙子、北村民枝、万里小路そで
- 皇后宮御用掛（こうごうぐうごようがかり）

皇后の相談役。
高木多都雄、吉見光子

## 皇后宮大夫（明治 - 日本国憲法施行前）
| 氏名     | 在任期間                                                            | 備考 |
| -------- | ------------------------------------------------------------------- | ---- |
| 野宮定功 | 1869年9月3日 - 1871年1月30日 （明治2年7月27日 - 明治3年12月10日）   |      |
| 長谷信成 | 1871年1月30日 - 1871年11月16日 （明治3年12月10日 - 明治4年10月4日） | 兼務 |
| 元田永孚 | 1878年（明治11年）6月20日 - 1881年（明治14年）5月14日               |      |
| 香川敬三 | 1881年（明治14年）5月14日 - 1882年（明治15年）11月15日              |      |
| 香川敬三 | 1882年（明治15年）11月15日 - 1886年（明治19年）2月4日               | 兼務 |
| 香川敬三 | 1886年（明治19年）2月5日 - 1912年（明治45年・大正元年）7月30日      |      |
| 一条実輝 | 1912年（明治45年・大正年）7月30日 - 1912年（大正元年）9月21日       | 心得 |
| 山内勝明 | 1912年（大正元年）9月21日 - 1912年（大正元年）12月17日              | 心得 |
| 馬場三郎 | 1912年（大正元年）12月28日 - 1914年（大正3年）6月27日               | 取扱 |
| 香川敬三 | 1914年（大正3年）6月27日 - 1914年（大正3年）7月31日                 | 取扱 |
| 香川敬三 | 1914年（大正3年）7月31日 - 1915年（大正4年）3月20日                 | 死去 |
| 徳川達孝 | 1915年（大正4年）3月23日 - 1916年（大正5年）6月22日                 | 取扱 |
| 大森鍾一 | 1916年（大正5年）6月22日 - 1926年（大正15年・昭和元年）12月25日     |      |
| 珍田捨巳 | 1926年（大正15年・昭和元年）12月25日 - 1927年（昭和2年）3月3日      | 兼務 |
| 河井彌八 | 1927年（昭和2年）3月3日 - 1930年（昭和5年）3月4日                   | 兼務 |
| 河井彌八 | 1930年（昭和5年）3月4日 - 1932年（昭和7年）9月17日                  |      |
| 広幡忠隆 | 1932年（昭和7年）9月17日 - 1945年（昭和20年）10月23日               |      |
| 木下道雄 | 1945年（昭和20年）10月23日 - 1945年（昭和20年）11月24日             |      |